# Olias Barco
Olias Barco és un guionista, productor de cinema, fotògraf i director francès amb seu a Brussel·les.

## Biografia
Olias Barco va néixer el 3 de febrer de 1969.Després de dirigir diversos curtmetratges i clips, el 2003 va passar als llargmetratges amb la pel·lícula Snowboarder, de la qual també va escriure el guió. Viu i treballa a Ucraïna, també treballa com a productor de pel·lícules franceses rodades parcialment a Ucraïna, com ara La Revanche des Crevettes pailletées o Le Dernier Mercenaire.

L’11 de març de 2022, enmig de la Invasió russa d'Ucraïna del 2022, va publicar un vídeo vist més de 2 milions de vegades, que mostrava el bombardeig de el París d'avui amb efectes especials produïts per una companyia francesa el nom de la qual guarda silenci. El vídeo acaba amb el missatge 
| « | Penseu si això passaria a una altra capital europea. Lluitarem fins al final. Dona'ns l'oportunitat de viure. Tanqueu el cel sobre Ucraïna o doneu-nos caces aeris. Imagina't si això va passar en una altra capital europea. Lluitarem fins al final. Dona'ns l'oportunitat de viure. Tanca l'espai aèria ucraïnesa o doneu-nos avions de combat. | » |

 Olias Barco descriu aquest vídeo com una «pel·lícula d'anticipació»}, presagiant segons ell l'escalada inevitable de la guerra amb Rússia.

## Filmografia

### Director-guionista

#### Curtmetratges i migmetratges
- 1996 : Clin d'œil
- 1996 : La Grenouille
- 1996 : Poubelles
- 1997 : Une vie courte - coescrit amb Samuel Benchetrit
- 1997 : Chapacan
- 1998 : 3 petits points la lune
- 2014 : Raconte-moi des salades

#### Llargmetratges
- 2003 : Snowboarder
- 2010 : Kill Me Please - coescrit amb Stéphane Malandrin i Virgile Bramly
- 2019 : Polina

#### Clips
- 1996 : Say No More , Ray Charles
- 2001 : J'voulais, Sully Sefil

### Guionista
- 2010 : Estela, d'Oscar da Silva – coguionista amb Stéphane Malandrin

### Productor o coproductor
- 1996 : One Night of Hypocrisis (curtmetratge) de Nicolas Oures
- 1996 : Johnny in the Wood (curtmetratge) de Franck Khalfoun
- 1998 : Saint Valentin (curtmetratge) de Samuel Benchetrit
- 2003 : Snowboarder
- 2010 : Estela d'Oscar da Silva
- 2010 : Jacques de Saint Phalle, un pilote dans l'histoire (documental) de Juliette Goudot - film coproduit per la cadena Histoire i l'ECPAD aobre l'epopeia del Normandie Niemen
- 2010 : Kill Me Please
- 2019 : Cold Blood Legacy : La Mémoire du sang de Frédéric Petitjean
- 2021 : Le Dernier Mercenaire de David Charhon

## Distincions
- Clin d'œil : premi del públic al festival de Brest i premi de plata al festival de Houston
- Poubelles: Rail d'Or al millor curtmetratge a la Setmana Internacional de la Crítica 1994
- Raconte-moi des salades : concurs oficial de curtmetratges de la 64è Festival Internacional de Cinema de Berlín
- Kill Me Please: la pel·lícula va rebre les tres distincions més grans del Festa del Cinema di Roma 2010: Gran Premi (Marc Aurel d'oro), Premi Joventut ( Farfalla d'oro) i Premi de la Crítica (Mouse d'Oro). Així com el Premi de la Crítica i el Premi al Millor Director al Festival Internacional de Cinema d'Odessa 2011; i el Dark Fiction Motion Picture Diploma del Premi Noves Visions del XLIV Festival Internacional de Cinema Fantàstic de Catalunya.[3]